# Монохроматическая волна
Монохромати́ческая волна́ — волна, в спектре которой наличествует всего одна составляющая по частоте. Такая волна на практике не существует, но является удобной физической моделью для теоретического описания различных (электромагнитных, акустических и других) явлений волновой природы. Или вид электромагнитных волн с определённой постоянной частотой.

## Некоторые свойства
Монохроматическая волна — строго гармоническая (синусоидальная) волна с постоянными во времени частотой и амплитудой. Такая волна может быть бегущей или стоячей, последняя формируется при распространении двух плоских монохроматических волн одинаковой поляризации навстречу друг другу. 
Частота волны соответствует частоте её источника — например, совершающей механические колебания струны (для звуковых волн) или поданного на передающую антенну сигнала (для электромагнитных волн).

## Уравнение
В общем случае монохроматическая волна с фазовой скоростью {\displaystyle v} удовлетворяет уравнению
{\displaystyle \nabla ^{2}\Psi -{\frac {1}{v^{2}}}{\frac {\partial ^{2}\Psi }{\partial t^{2}}}=0.}
Здесь {\displaystyle \nabla ^{2}} — оператор Лапласа, {\displaystyle \Psi } — колеблющаяся величина, например, локальная плотность вещества (в случае упругой волны) или проекция электрической/магнитной компоненты на какую-либо ось (для электромагнитной волны). В одномерном случае {\displaystyle \Psi =\Psi (t,z)} уравнение принимает вид
{\displaystyle {\frac {\partial ^{2}\Psi }{\partial z^{2}}}-{\frac {1}{v^{2}}}{\frac {\partial ^{2}\Psi }{\partial t^{2}}}=0.}
Решение уравнения даёт монохроматическую волну вида
{\displaystyle \Psi =\Psi _{0}\exp[-i(\omega t\pm {\vec {k}}\cdot {\vec {r}})]}
в общем случае и
{\displaystyle \Psi =\Psi _{0}\exp[-i(\omega t\pm kz)]}
в одномерном. Здесь {\displaystyle \Psi _{0}} — амплитуда, {\displaystyle \omega =2\pi f} — частота, {\displaystyle t} — время, {\displaystyle i} — мнимая единица, . Через {\displaystyle {\vec {r}}} обозначен радиус-вектор, а через {\displaystyle {\vec {k}}} — волновой вектор, его модуль {\displaystyle k} связан с частотой соотношением {\displaystyle \omega =vk}.

## В природе и технике
На практике чисто монохроматическая волна не реализуется, так как она должна была бы быть бесконечной — прежде всего, во времени. Процессы генерации волн (например, процессы излучения) ограничены во времени, и поэтому под монохроматической обычно понимается волна с очень узким спектром. Чем уже интервал, в котором находятся частоты волны, тем «монохроматичнее» излучение.
В природе и технике наиболее близко к монохроматическому излучение отдельных линий спектров испускания свободных атомов и молекул. Эти линии соответствуют переходу атома из состояния с большей энергией {\displaystyle \epsilon _{1}} в состояние с меньшей {\displaystyle \epsilon _{2}}, а частоты соответствующих монохроматических волн равны разнице уровней энергии, поделённой на постоянную Планка: {\displaystyle f=(\epsilon _{1}-\epsilon _{2})/h}.

## Связанные понятия
Две волны или несколько волн являются полностью когерентными, если частоты их одинаковы, амплитуды и разность фаз постоянны.
Длина когерентности для таких волн равна бесконечности.
Плоскость поляризации — плоскость, задаваемая вектором напряжённости электрического поля {\displaystyle {\vec {E}}} и вектором, указывающим направление распространения электромагнитной волны.
Вектор Умова-Пойнтинга — вектор, направление которого совпадает с направлением распространения энергии волны, а модуль {\displaystyle |{\vec {S}}|} равен плотности потока энергии. Для электромагнитной волны он задаётся векторным произведением напряжённостей электрического и магнитного полей: {\displaystyle {\vec {S}}=[{\vec {E}}\times {\vec {H}}]}.